# آشین ناپلی
آشین ناپلی (به یونانی: Αἰσχίνης ὁ Νεαπολίτης) یک فیلسوف شک‌گرای آکادمیک بود که در حدود ۱۱۰ سال پیش از میلاد، زمانی که کلیتوماخوس پیرمردی بود، رهبری آکادمی آتن را به همراه چارماداس و کلیتوماخوس به عهده داشت. دیوژن لائرتی می‌گوید که او علاقه‌مند شاهدبازی ردسی بود.